# Синицин, Данил Сергеевич
Данил Сергеевич Синицин (род.25 марта 1990) — российский конькобежец, серебряный призёр чемпионата России в многоборье (2015), серебряный призёр чемпионатов России на дистанциях 1500 метров (2015), 5000 метров (2017, 2018) и 10 000 метров (2017, 2018), мастер спорта международного класса.
Выступает за Челябинскую область. Личные тренеры — Анатолий Соловьёв и Валерий Гридин.
Тренер по общей физической подготовке и техническому катанию, хоккейная школа Трактор. С 2019-2021гг.
Тренер по общей физической подготовке молодёжная хоккейная лига. Мхл ХК Белые Медведи с 2021 года

## Спортивные достижения
| Год  | Чемпионат Европы        | ЧM многоборье         | ЧM на отдельных дистанциях               |
| ---- | ----------------------- | --------------------- | ---------------------------------------- |
| 2015 | 8e (14e, 8e, 8e, 7e)    | DQ2 (19e, DQ, 23e, -) | 18e 1500 м 16e 5000 м 4e командная гонка |
| 2016 |                         |                       | 6e командная гонка                       |
| 2017 | NC13 (12e, 12e, 13e, -) |                       | 20e 5000 м                               |

- (500 м, 5000 м, 1500 м, 10 000 м), для юниоров (500 м, 3000 м, 1500 м, 5000 м)
- NC = не отобрался на заключительную дистанцию
- DQ = дисквалификация